# Џексон Хинкл
Џексон Хинкл (енгл. Jackson Hinkle; Сан Клементе, 1999) је амерички политички аналитичар и инфлуенсер. Водитељ је емисије The Dive with Jackson Hinkle на платформи Rumble. Један је од оснивача и члан извршног одбора Америчке комунистичке партије.

## Ставови
Хинкл себе назива „америчким конзервативним марксистом–лењинистом“ и промовише синкретичку мешавину конзервативних и комунистичких идеја.
Подржава политику Владимира Путина и инвазију Русије на Украјину и противи се Израелу. Критиковао је НАТО агресију на Југославију и сматра да Александар Вучић треба да постави јасну линију по питању Косова и Метохије.